# 奥伯多夫 (索洛图恩州)

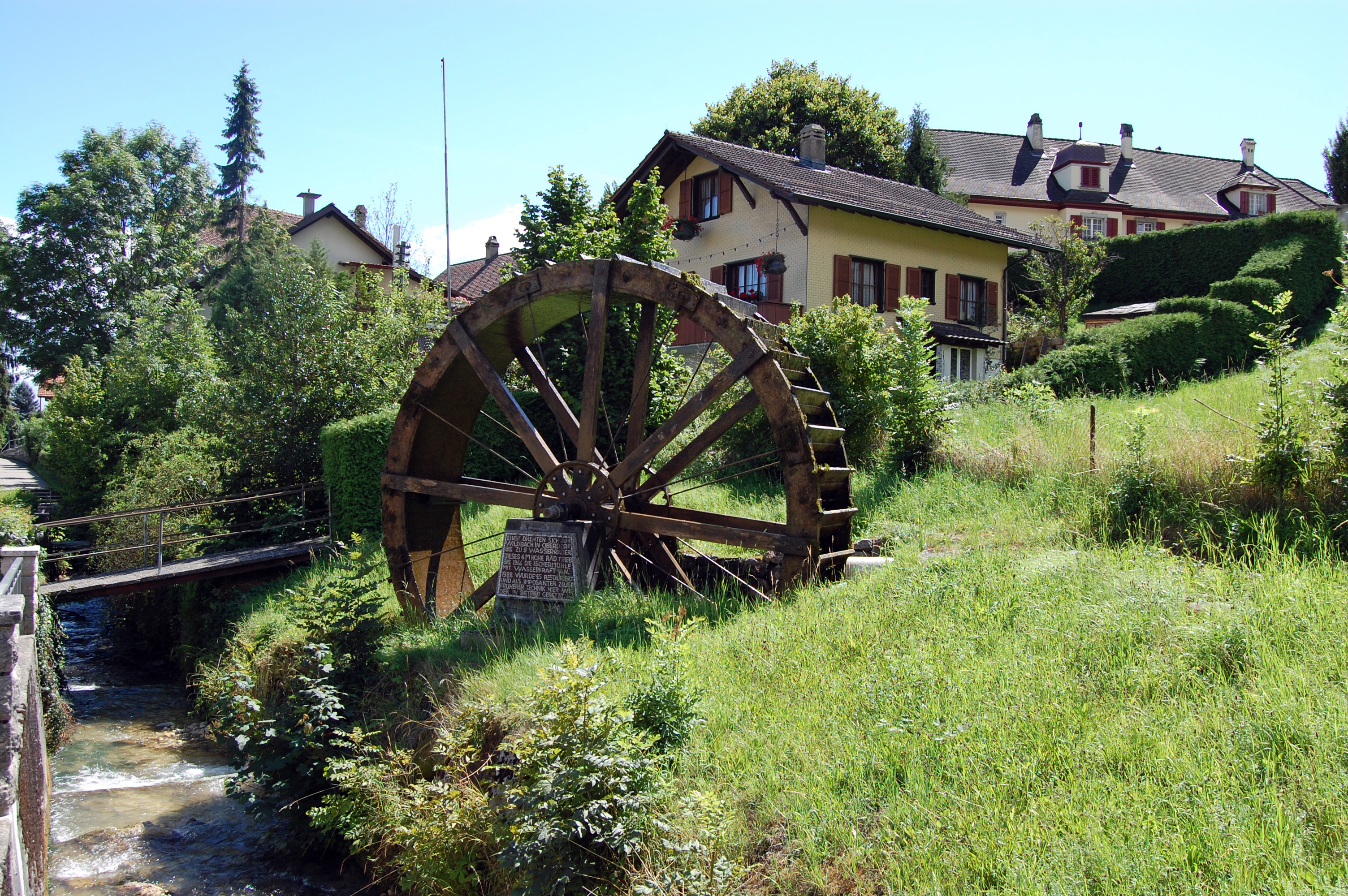

奥伯多夫（德语：Oberdorf）是瑞士的城鎮，位於該國北部，由索洛圖恩州負責管轄，面積11.95平方公里，海拔高度559米，2012年人口1,652，四成人口信奉羅馬天主教，人口密度每平方公里138人。